# Frieder Berlin
Frieder Berlin (* 9. Dezember 1954 in Bad Mergentheim) ist ein deutscher Jazzmusiker (Piano, Komposition) und Musikredakteur.

## Leben und Wirken
Berlin erhielt bereits als Dreijähriger von seinem Vater ersten Klavierunterricht. Ab dem neunten Lebensjahr kam die Violine als zweites Instrument hinzu. Bereits als Kind spielte er Boogie Woogie; als Jugendlicher trat er in Saulgau mit der Schwaaz Vere’s Dixie Gang auf. In Stuttgart studierte er an der Hochschule für Musik und Darstellende Kunst die Fächer Schulmusik und Musikwissenschaften. Klassisch am Piano von Paul Buck und Adu Faiß sowie an der Violine von Susanne Lautenbacher unterwiesen, war er auch Mitglied der Hochschulbigband unter Erwin Lehn. Während der Studienzeit leitete er als Pianist neben seinem Quintett das siebenköpfige Ensemble Jazz Fusion, spielte aber auch als Geiger in der von Django Reinhardt und Stéphane Grappelli inspirierten Band Familie Draht.
1979 ging er zum Süddeutschen Rundfunk als Musikredakteur, wo er sowohl für SWR 3 tätig war als auch in der Nachfolge von Dieter Zimmerle und Hans Thomas für die Sendung Treffpunkt Jazz, die er auch moderierte. Seit der Fusion des SDR mit dem SWF ist er als Musikredakteur für SWR 1 tätig. Daneben war er als klassischer Geiger Mitglied der Jungen Süddeutschen Philharmonie Esslingen. 
1991 gründete er zusammen mit seiner Frau Ingeborg Berlin das Jazzlabel Satin Doll Productions, das ausschließlich Künstler aus Baden-Württemberg veröffentlicht. Frieder Berlin ist auf Alben zusammen mit Karl Friedrich von Hohenzollern, der Sängerin Jeanette McLeod und mit der Saxophonistin Regina Büchner, aber auch mit seinem Trio (Soul Fingers) zu hören.

## Diskographische Hinweise
- Ein Komponistenporträt (Satin Doll Productions, mit Erwin Lehn, Charlie Mariano, Klaus Wagenleiter, der SDR Big Band u. v. a.)

## Lexikalische Einträge
- Jürgen Wölfer: Jazz in Deutschland. Das Lexikon. Alle Musiker und Plattenfirmen von 1920 bis heute. Hannibal, Höfen 2008, ISBN 978-3-85445-274-4.